# Simetria CP

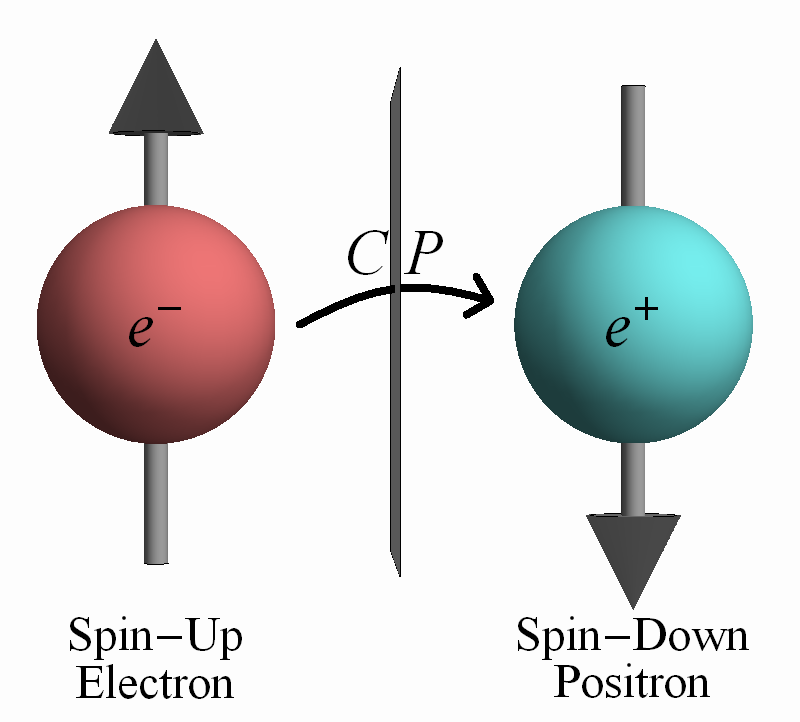
Simetria CP

A simetria CP, é uma simetria quase exata das leis da natureza sobre o efeito do transformação entre partículas em antipartículas, a assim chamada conjugação de Carga, e a inversão das coordenadas espaciais, a Paridade. Como no exemplo da imagem, um elétron UP ({\displaystyle e-}) torna-se um pósitron Down ({\displaystyle e+}), a simetria CP inverte todos os eixos espaciais e transforma partículas em antipartículas.  
A ideia da simetria CP surgiu quando da descoberta da violação da paridade em certas reações de radioatividade nos anos 1950, mas só foi realmente estabelecido em 1964 que a interação fraca violava esta simetria. É a isto que se chama a violação da simetria CP e a descoberta do decaimento do méson neutro K. Os méritos foram a James Cronin e a Val Fitch o Prémio Nobel de Física em 1980.
A interação forte e a interação electromagnética parecem ser invariantes segundo a combinação da operação de transformação CP, mas esta simetria é violada com certos tipos de interação fraca.

## Violação da simetria CP
A violação da simetria CP, ou violação CP, é uma das três condições necessárias para explicar a assimetria matéria-antimatéria observada no Universo. É o caso descoberto do Káon neutro (K) um sistema em que as partículas se misturam com as próprias antipartículas. Duas simetrias entram em jogo neste processo: A relação entre uma partícula e a sua imagem num espelho (simetria P ), e a troca entre partículas e antipartículas (simetria C )